# 19130 Tytgat
A 19130 Tytgat (ideiglenes jelöléssel 1988 CG2) a Naprendszer kisbolygóövében található aszteroida. Eric Walter Elst fedezte fel 1988. február 11-én.